# Калина
Кали́на (лат. Viburnum) — род древесных цветковых растений семейства Калиновые (Viburnaceae). Включает около 200 видов, распространённых большей частью в северном полушарии.
Плоды некоторых видов используются в пищу, в том числе для изготовления сиропа. Кора и плоды некоторых видов используются в научной и народной медицине. Некоторые виды — декоративные красивоцветущие растения.

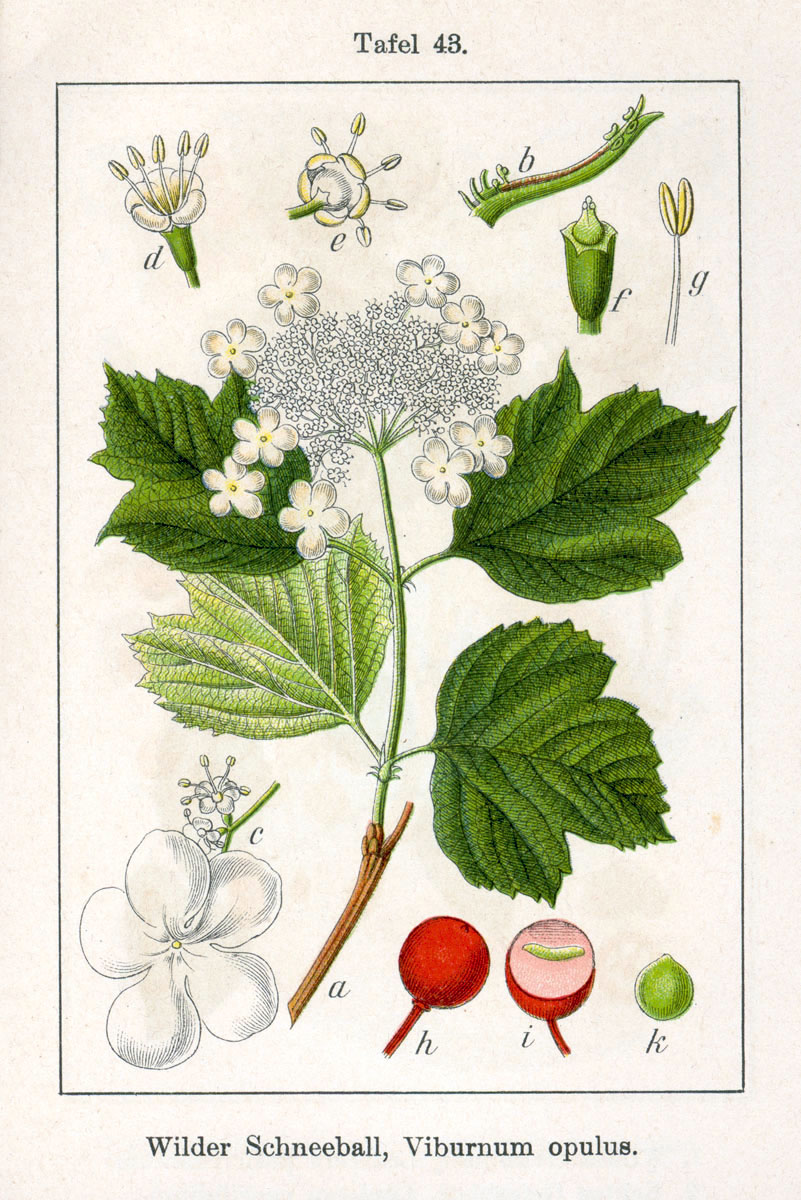
Калина обыкновенная.

## Ботаническое описание
Представители рода — листопадные и вечнозелёные кустарники или небольшие деревья.
Листорасположение супротивное, реже мутовчатое. Зимние почки голые или покрытые чешуями.
Листья опадающие, двулетние или многолетние, простые, цельные или лопастные, цельнокрайные или зубчатые, на черешках, с прилистниками, иногда превращенными в желёзки, или без них.
Соцветия верхушечные, простые или сложные, зонтиковидные или зонтиковидно-щитковидные. Цветки белые или розоватые, правильные (актиноморфные), только краевые иногда зигоморфные, обоеполые, краевые иногда бесплодные. Чашечка приросшая к завязи, с пятью мелкими зубцами. Венчик колесовидный, колокольчатый или с более менее удлинённой, узкой трубкой. Тычинки в числе пяти; пестик одиночный; завязь трёхгнёздная с двумя не развивающимися гнёздами, с одной висячей семяпочкой. Столбик очень короткий, конический, с трёхлопастным или трёхраздельным рыльцем.
Плод — красная или чёрная, реже жёлтая костянка с одной косточкой, обычно сжатой с боков. Эндосперм мясистый, иногда складчатый.

## Распространение и экология
Широко распространены в умеренном поясе северного полушария и в Андах, встречаются также на Антильских островах и на Мадагаскаре.
Большинство видов относительно теневыносливо и более или менее влаголюбиво.
Размножаются посевом семян (косточек), зелёными черенками и отводками.

## Классификация

### Таксономия
Viburnum L., 1753, Sp. Pl.: 267
Род Калина относится к семейству Калиновые (Viburnaceae) порядка Ворсянкоцветные (Dipsacales). Кладограмма в соответствии с Системой APG IV по состоянию на декабрь 2023 года:
|  |                                      |  |                                   |                                   |                     |  | ещё 1 семейство |            |            |                                                             |
|  |                                      |  |                                   |                                   |                     |  |                 |            |            | 196 подтвержденных видов и 92 вида, ожидающих подтверждения |
|  |                                      |  |                                   | порядок Ворсянкоцветные           |                     |  |                 |            | род Калина |                                                             |
|  |                                      |  |                                   | порядок Ворсянкоцветные           |                     |  |                 |            | род Калина |                                                             |
|  | отдел Цветковые, или Покрытосеменные |  |                                   |                                   | семейство Калиновые |  |                 |            |            |                                                             |
|  | отдел Цветковые, или Покрытосеменные |  |                                   |                                   |                     |  |                 |            |            |                                                             |
|  |                                      |  | ещё 63 порядка цветковых растений | ещё 63 порядка цветковых растений |                     |  |                 | еще 2 рода | еще 2 рода |                                                             |
|  |                                      |  |                                   | ещё 63 порядка цветковых растений |                     |  |                 |            | еще 2 рода |                                                             |

### Виды
Некоторые из них:
- Viburnum alnifolium Marshall — Калина ольхолистная
- Viburnum betulifolium Batalin — Калина берёзолистная
- Viburnum burejaeticum Regel & Herder — Калина бурятская, или Калина бурейская, или Калина буреинская
- Viburnum cinnamomifolium Rehder — Калина коричнолистная
- Viburnum cotinifolium D.Don — Калина скумпиелистная
- Viburnum cylindricum Buch.-Ham. ex D.Don — Калина цилиндрическая
- Viburnum davidii Franch. — Калина Давида
- Viburnum dilatatum Thunb. — Калина расширенная
- Viburnum glabratum Kunth — Калина оголённая
- Viburnum henryi Hemsl. — Калина Генри
- Viburnum kansuense Batalin — Калина ганьсуйская
- Viburnum lantana L. — Калина гордовина
- Viburnum macrocephalum Fortune — Калина крупноголовчатая
- Viburnum molle Michx. — Калина мягкая
- Viburnum mongolicum (Pall.) Rehder — Калина монгольская
- Viburnum odoratissimum Ker Gawl. — Калина душистая
- Viburnum opulus L. — Калина обыкновенная, или Калина красная
- Viburnum plicatum Thunb. — Калина складчатая
- Viburnum propinquum Hemsl. — Калина близкая
- Viburnum prunifolium L. — Калина сливолистная
- Viburnum pubescens (Aiton) Pursh — Калина опушённая
- Viburnum rhytidophyllum Hemsl. — Калина морщинисто-листная
- Viburnum sargentii Koehne — Калина Сарджента
- Viburnum utile Hemsl. — Калина полезная
- Viburnum wrightii Miq. — Калина Райта

| |  |  |  |
| Слева направо: Лист (Калина складчатая). Соцветие (Калина бурятская). Цветки (Калина полезная). Плоды (Калина берёзолистная). |  |  |  |

### Синонимы
- Iraupalos Raf.
- Lentago Raf.
- Microtinus Oerst.
- Opulus Mill.
- Oreinotinus Oerst.
- Solenolantana (Nakai)  Nakai
- Solenotinus Spach
- Thyrsosma Raf.
- Tinus Mill.
- Tynus J.Presl

## Лечебные свойства
Плоды некоторых видов употребляют в пищу. Кора и плоды некоторых видов (например, калины обыкновенной) используются в научной и народной медицине.
Надземная часть биомассы калины, произрастающей в Сибири, богата горькими гликозидами.

## Декоративное использование
Многие виды весьма декоративны и ценятся за красивую листву, крупные многочисленные соцветия и красивые плоды. Особенно эффектны стерильные формы некоторых видов, у которых все цветки в соцветии более крупные.
Древесина употребляется на мелкие поделки.

## Болезни и вредители
Главный недостаток этого растения в саду — уязвимость перед вредителями. Калиновый листоед съедает все листья, оставляя от них только жилки. Сильно поражают калину чехликовая моль и запятовидная щитовка. Для борьбы с ними в мае растение обрабатывают карбофосом (90 г/10 л воды), а в августе опрыскивают «Фуфаноном» или «Искрой».

## Калина в культуре

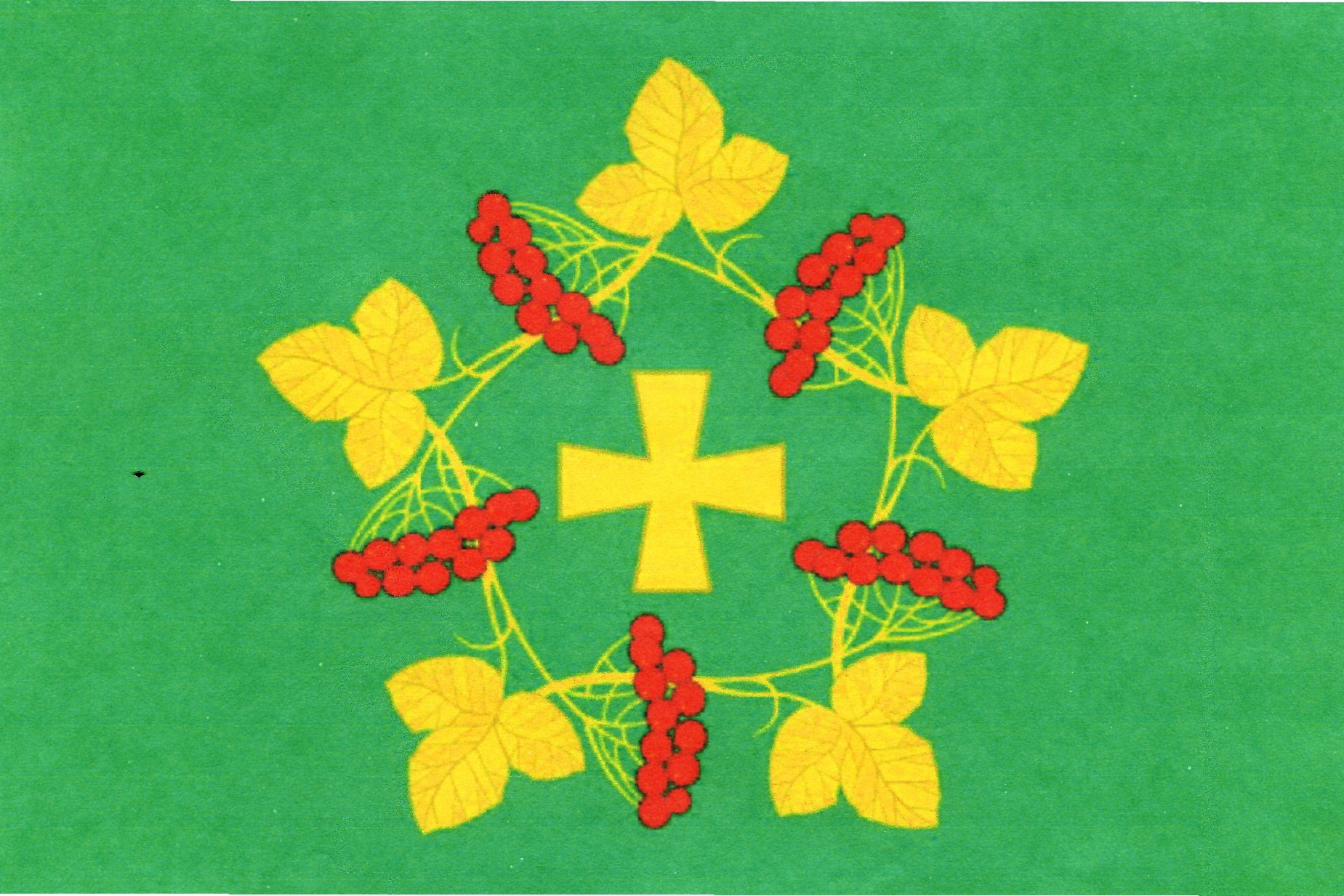
Флаг Калиновского поселения Серпуховского района Подмосковья

- Образ цветущей калины используется в ряде музыкальных произведений (Ой, цветёт калина И. Дунаевского и М. Исаковского, «Калинка», «Калинушка», «Ой, калина» и др.).
- В 1973 году Василий Шукшин снял фильм «Калина красная» по своей одноимённой повести.
- Калина-Кантри — село украинского наследия в Канаде.